# 维莱勒塞克 (埃纳省)
维莱勒塞克（法語：Villers-le-Sec，法語發音：[vilɛʁ lə sɛk]）是法国上法蘭西大區埃纳省的一个市镇，位于该省西北部，属于圣康坦区。

## 地理
维莱勒塞克（49°46'43"N, 3°30'2"E）面积10.57 平方千米，位于法国上法蘭西大區埃纳省，该省份为法国北部内陆省份，北起北部省，西接索姆省和瓦兹省，东临阿登省和马恩省，西南至塞纳-马恩省，东北部与比利时接壤。
与维莱勒塞克接壤的市镇（或旧市镇、城区）包括：舍夫勒西堡、普莱讷塞尔沃、里布蒙、叙尔方丹。

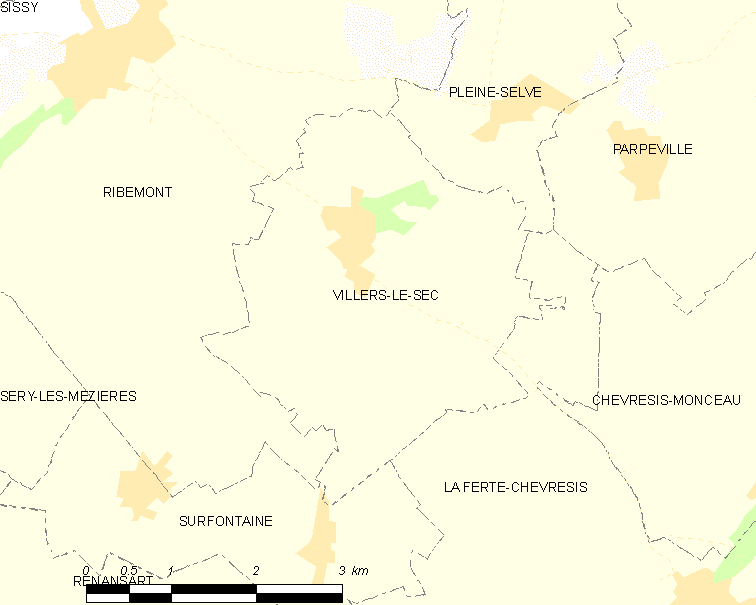
的OSM定位图

维莱勒塞克的时区为UTC+01:00、UTC+02:00（夏令时）。

## 行政
维莱勒塞克的邮政编码为02240，INSEE市镇编码为02813。

## 政治
维莱勒塞克所属的省级选区为里布蒙县。

## 人口

1962-2008年间人口变化图示

维莱勒塞克于2022年1月1日时的人口数量为256人。